# سیارک ۲۷۰۰۳
سیارک ۲۷۰۰۳ (به انگلیسی: 27003 Katoizumi، نامگذاری:1998DB13) بیست و هفت هزار و سومین سیارک کشف شده‌است که در ۲۱ فوریه ۱۹۹۸ کشف شد.